# John Henry Kinkead

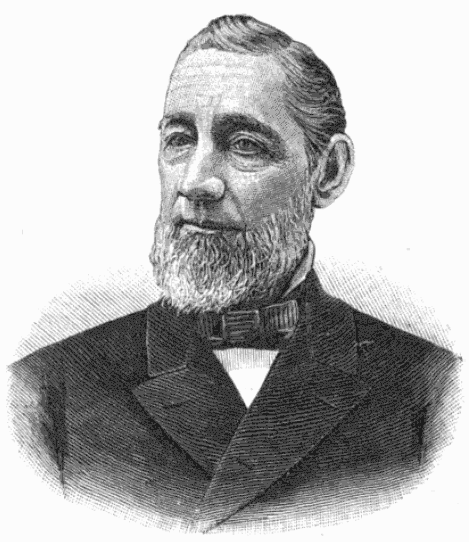
John Henry Kinkead

John Henry Kinkead (* 10. Dezember 1826 in Smithfield, Fayette County, Pennsylvania; † 15. August 1904 in Carson City, Nevada) war ein US-amerikanischer Politiker (Republikanische Partei).

## Werdegang
John Henry Kinkead besuchte in seiner Heimat die Gemeinschaftsschule und später die Lancaster High School. Danach war er erfolgreich als Kaufmann tätig, der von Missouri bis nach Utah und Kalifornien sowie insbesondere in Nevada bekannt war.
Kinkeads erstes öffentliches Amt war das des Finanzministers des Nevada-Territoriums, eine Position, die er zwischen 1862 und 1864 innehatte. Außerdem war er 1863 Delegierter zum staatlichen Verfassungskonvent. Kinkead gewann die republikanischen Vorwahlen für das Amt des Gouverneurs von Nevada und wurde dann 1878 auch zum Gouverneur gewählt. Während seiner Amtszeit förderte er den Ausbau des Bergbaus und die Verbesserung der Straßen. Die VCT Railroad zwischen Virginia City und Carson City wurde zwischen 1869 und 1870, sowie zwischen Carson City und Reno 1872 fertiggestellt. Nachdem er sich entschlossen hatte, nicht für eine Wiederwahl zu kandidieren, wurde Kinkead zum ersten Territorialgouverneur des District of Alaska nominiert und gewählt, ein Amt, das er zwischen 1884 und 1885 innehatte.
John H. Kinkead war mit Elizabeth Fall verheiratet und sie adoptierten ein Kind. Er verstarb am 15. August 1904 in Carson City und wurde auf dem dortigen Lone Mountain Cemetery beigesetzt.